# Francesco Innamorati (1853-1923)
Francesco Innamorati (Perugia, 5 giugno 1853 – Perugia, 23 gennaio 1923) è stato un avvocato, politico e studioso di diritto italiano.
Avvocato, insegnò per molti anni all'Università degli studi di Perugia Diritto penale. Deputato del Regno d'Italia, fece parte della commissione per la riforma del Codice di Procedura Penale.
Fu iniziato in Massoneria nel 1885 nella loggia Francesco Guardabassi di Perugia, appartenente al Grande Oriente d'Italia, di cui fu Maestro Venerabile dal 1894 al 1897.
Viene ricordato a Perugia con una via omonima a lui dedicata, dalle parti della sede centrale della facoltà di giurisprudenza.